# Бабицкий, Ефим Моисеевич
Ефим Моисеевич Бабицкий (1902 или 1903, Воронеж — 4 октября 1919, Воронеж) — журналист газеты «Воронежская коммуна».

## Биография
Родился в семье купца.
В октябре 1919 года при занятии конным корпусом Шкуро Воронежа, был кем-то выдан, содержался в подвале гостиницы Гранд-Отель (угол улиц Ф. Энгельса и Средне-Московской). Ему предлагали стать сотрудником белогвардейской газеты, выдать оставшихся в городе подпольщиков, но он отказался. Сохранился отчет о заседании военно-полевого суда, опубликованный в октябре 1919 года в газете «Воронежский телеграф»: «…рассматривалось дело Бабицкого Ефима Моисеевича, обвиняемого в активной коммунистической пропаганде и вооруженной борьбе с добровольческой армией. Обвиняемый Бабицкий заявил, что сражался против добровольческой армии совершенно добровольно, по собственному желанию. Ввиду этого заявления суд приговорил Бабицкого к смертной казни».

## Гибель
Казнен 4 октября 1919 года в районе площади Застава. Похоронен на еврейском кладбище Воронежа (переулок Молдавский). На его могиле в 1920 году установлена снятая с другого кладбища стела купца П. Н. Клочкова.